# Người Sao Kim
Người Sao Kim (/vɪˈnjuːʒən, -ʃən/) hoặc Người Kim tinh theo định nghĩa trong khoa học viễn tưởng và UFO học là cư dân bản địa của hành tinh Sao Kim. Nhiều nhà văn khoa học viễn tưởng qua những tác phẩm của mình đã tưởng tượng sự sống ngoài Trái Đất trên Sao Kim có thể diễn ra như thế nào dẫn đến sự hình thành của chủng tộc ngoài hành tinh này.
Người Sao Kim xuất hiện trong các tác phẩm viễn tưởng thường là chủng tộc huyền ảo, chứ không phải là những cư dân hợp lý trên hành tinh. Trước giữa thế kỷ 20, người ta thường biết rất ít về hành tinh này ngoại trừ việc nó là hành tinh đất đá và có kích thước tương đương với Trái Đất; đám mây che khuất tầm quan sát từ xa về môi trường của nó. Điều này cho phép các nhà văn suy đoán rằng người Sao Kim có thể tương tự như con người hoặc các chủng loài Trái Đất khác, giống như những gì họ đã làm với người Sao Hỏa hư cấu. Khi người ta tìm hiểu nhiều hơn về Sao Kim và sự bất khả thi của sinh vật dạng người hoặc sự sống khác trên đó, người Sao Kim ngày càng trở nên không phổ biến trong khoa học viễn tưởng.

## Từ nguyên học
Từ Venusian (Người Sao Kim) – đôi khi được đánh vần là Venutian – là sự kết hợp đơn giản giữa tên của hành tinh Venus (Sao Kim) và hậu tố -ian, được hình thành bằng cách tương tự với Martian (Người Sao Hỏa) và các từ trái nghĩa tương tự khác. Từ danh xưng có gốc gác cổ điển sẽ là Venerean hoặc Venerian (cf. tiếng Latinh: venereus, venerius "thuộc về nữ thần Venus"), nhưng những dạng thức này chỉ được một số tác giả sử dụng (như Robert A. Heinlein). Giới khoa học đôi khi sử dụng tính từ Cytherean cho những thứ liên quan đến Venus, từ biểu tượng Cytherea của nữ thần. Venereal có nguồn gốc tương tự không được dùng do có liên quan đến các bệnh hoa liễu, tức là các bệnh lây truyền qua đường tình dục.

## UFO học
Vào thập niên 1950, một nhóm người tiếp xúc UFO đã kể những câu chuyện trong đó họ tuyên bố có mối liên hệ với những con người thân thiện, tóc sáng, da sáng từ hành tinh Sao Kim, cũng như các hành tinh khác trong hệ Mặt Trời của Trái Đất. Người tiếp xúc UFO đầu tiên và nổi tiếng nhất là George Adamski ở núi Palomar, California. Ông tuyên bố rằng vào ngày 20 tháng 11 năm 1952, ông đã gặp một người sao Kim tên là Orthon ở sa mạc California. Adamski nói rằng Orthon đã giao tiếp với ông qua thần giao cách cảm về sự nguy hiểm của chiến tranh hạt nhân và anh ta đã để lại những dấu chân với những biểu tượng bí ẩn trên đó. Adamski cũng trưng bày nhiều bức ảnh mà ông tuyên bố thể hiện cảnh chiếc UFO của người Sao Kim, và ông cho biết một số bức ảnh do chính  Orthon đưa cho ông. Bản sao của những bức ảnh này được bày bán cho du khách tại khu cắm trại và nhà hàng của Adamski ở núi Palomar, nhưng các nghiên cứu sau đó của các nhà điều tra về UFO chỉ ra rằng những bức ảnh này là giả; một nhà khoa học đã phân tích các bức ảnh chụp "tàu trinh sát" Sao Kim cho biết "chân chống hạ cánh" của UFO thực ra là bóng đèn General Electric.
Adamski đã viết hoặc đồng viết ba cuốn sách trong những năm 1950 và đầu những năm 1960 về các cuộc gặp gỡ của ông với Orthon và du hành trong một UFO của Sao Kim xuyên qua hệ Mặt Trời của Trái Đất; hai cuốn sách đầu tiên, Flying Saucers Have Landed (Đĩa bay hạ cánh, 1953), và Inside the Space Ships (Bên trong tàu vũ trụ, 1955), đều là những cuốn sách bán chạy nhất. Sau câu chuyện của Adamski, những người khác, chẳng hạn như Howard Menger, George Hunt Williamson, Truman Bethurum, George Van Tassel, và Daniel Fry, cũng viết sách và thuyết trình trong đó họ tuyên bố đã gặp chủng tộc dạng người da sáng, thân thiện tương tự từ Sao Kim và những người khác các hành tinh trong hệ Mặt Trời của Trái Đất, và đã thực hiện các chuyến đi trong tàu vũ trụ của họ. Những chủng tộc dạng người này về sau đều được gọi là người ngoài hành tinh Bắc Âu.
Trong suốt những năm 1950 và 1960, phong trào người tiếp xúc UFO đã thu hút được một số sự quan tâm phổ biến thông qua các cuốn sách, bài giảng và hội thảo, chẳng hạn như các hội nghị UFO hàng năm Giant Rock ở California. Vào tháng 5 năm 1959, Adamski đã có một buổi tiếp kiến riêng với Nữ hoàng Juliana của Hà Lan để thảo luận về những trải nghiệm UFO được tuyên bố của ông, điều này đã gây ra một số tranh cãi ở Hà Lan. Tuy nhiên, nhiều cuộc điều tra về phong trào người tiếp xúc UFO đã cho thấy nhiều sai sót và không chính xác trong tuyên bố của người tiếp xúc UFO khiến hầu hết các nhà nghiên cứu kết luận rằng câu chuyện của họ chỉ là trò lừa bịp. Trong số các bằng chứng được những người chỉ trích ghi nhận là Sao Kim có một môi trường cực kỳ khắc nghiệt đối với sự sống của con người và không có hành tinh nào khác trong hệ mặt trời của Trái Đất có khả năng hỗ trợ sự sống dạng người. Ngoài ra, các nhà điều tra như Đại úy Không quân Mỹ Edward J. Ruppelt, người đứng đầu Dự án Blue Book của Không quân, và nhà nghiên cứu UFO James W. Moseley đã tiến hành điều tra sâu rộng về các tuyên bố và lý lịch của Adamski, Williamson và những người tiếp xúc UFO khác, và kết luận rằng họ hoặc là những kẻ lừa đảo hoặc đơn giản là không trung thực trong những câu chuyện và tuyên bố của mình.

## Tôn giáo
- Trong các giáo lý của giáo phái Unarius Academy of Science, thủ phủ của Sao Kim, giống như chính những người Sao Kim đặt tên, được cho là tồn tại trên một cõi giới rung động cao hơn, gọi là Azure.[7]
- Chân sư Thông Thiên học Benjamin Creme tán thành quan điểm Thông Thiên học rằng người ngoài hành tinh Bắc Âu (giống như những người mà George Adamski đã nhìn thấy—Creme chấp nhận trường hợp nhìn thấy UFO của Adamski là hợp lệ) phi công đĩa bay từ một nền văn minh trên Sao Kim tồn tại trên cõi giới ete (Các nhà Thông Thiên học tin rằng vì nền văn minh của người Sao Kim nằm trên cõi giới ete, nên nhiệt độ không ảnh hưởng đến họ) và có khả năng làm giảm mức độ rung động của bản thân và phi thuyền của họ xuống mức độ rung động chậm hơn của các nguyên tử của cõi giới vật chất.[8] Trong Thông Thiên học cũng tin rằng vị thần cai quản Trái Đất, Sanat Kumara ,[9] là một người ngoài hành tinh Bắc Âu có nguồn gốc từ Sao Kim.[10] Sanat Kumara được cho là sống trong một cung điện ở một thành phố thần thoại trên cõi giới ete của Trái Đất có tên là  Shamballa, được các nhà Thông Thiên học cho rằng nằm trên sa mạc Gobi.